# Margrethe II
Marguerite II
Pour les articles homonymes, voir Margaret et Marguerite de Danemark.
Margrethe II ([maˈkʁæːˀtə]), en français Marguerite II, née le 16 avril 1940 à Copenhague (Danemark), est la reine de Danemark du 14 janvier 1972 au 14 janvier 2024.
Seconde femme à régner sur le pays (la première étant Marguerite Ire sept siècles plus tôt), la reine Margrethe II appartient à la maison de Schleswig-Holstein-Sonderbourg-Glücksbourg, une branche cadette de la maison d’Oldenbourg, dont les monarques danois sont issus depuis 1863.
Après la mort d'Élisabeth II du Royaume-Uni en 2022, Margrethe II devient la seule reine régnante du monde à la tête d'un pays indépendant. Le 31 décembre 2023, elle annonce son abdication pour deux semaines plus tard. Elle est le monarque ayant eu le règne personnel le plus long de l'histoire du Danemark (52 ans), dépassant le roi Christian IV. Son fils aîné Frederik X lui succède.

## Enfance et jeunesse

### Naissance et famille

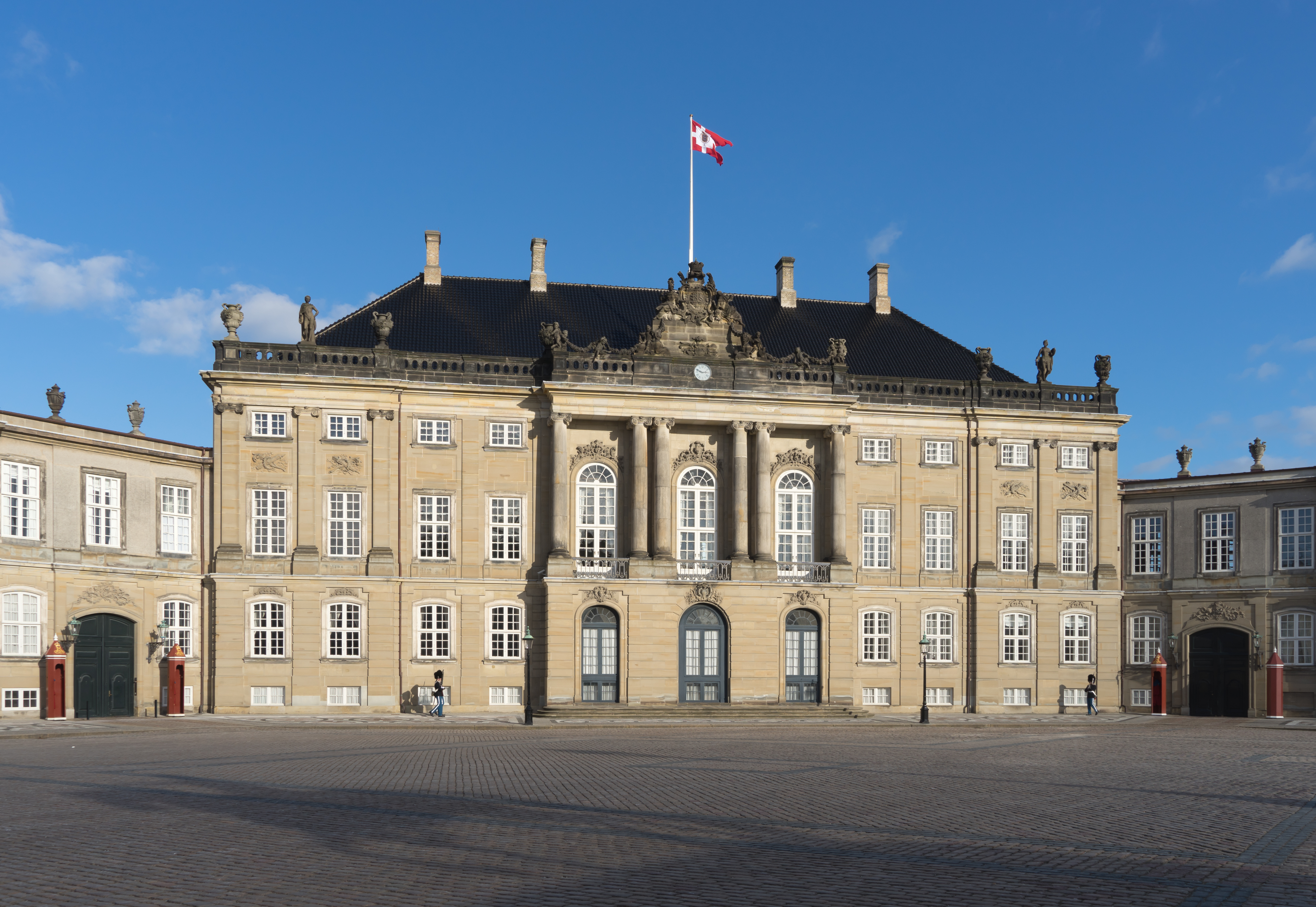
Le palais Frederik VIII au palais d’Amalienborg à Copenhague.

La future reine naît le 16 avril 1940 à la résidence de ses parents, le palais Frederik VIII, lui-même partie du complexe palatial d'Amalienborg, résidence principale de la famille royale de Danemark dans le quartier de Frederiksstaden au centre de Copenhague. Elle est le premier enfant du prince Frédéric, prince héritier du royaume de Danemark, et de son épouse la princesse Ingrid de Suède. La reine descend par son père des rois de Danemark et par sa mère des souverains suédois. Son grand-père maternel était le roi de Suède Gustave VI Adolphe et sa grand-mère maternelle Margaret de Connaught était la petite-fille de la reine Victoria du Royaume-Uni. À ce titre, elle est apparentée à la plupart des membres des maisons royales d’Europe.
Par sa mère Ingrid de Suède (de la dynastie Bernadotte), elle descend également de Joséphine de Beauharnais, impératrice des Français (les Bernadotte sont descendants de l’impératrice par sa petite-fille, la princesse Joséphine de Leuchtenberg, fille du prince Eugène et épouse d’Oscar Ier de Suède).
À sa naissance, Margrethe est princesse d'Islande. En effet, son grand-père, le roi Christian X de Danemark, est alors roi d'Islande. Elle porte comme deuxième prénom celui d’Alexandrine, sa grand-mère et dernière reine d’Islande, et comme troisième prénom celui de Þórhildur, son prénom islandais. En mai 1944, lors d'un référendum, les Islandais votent massivement pour l'abolition de la monarchie. L’Islande devient une république le 17 juin 1944 et Margrethe perd ce titre (à l'instar de sa sœur la princesse Benedikte et du comte Ingolf).
Née vers la fin du règne de son grand-père Christian X, la princesse Margrethe n'a que sept ans lorsque son père monte sur le trône sous le nom de Frédéric IX en 1947.

### Études

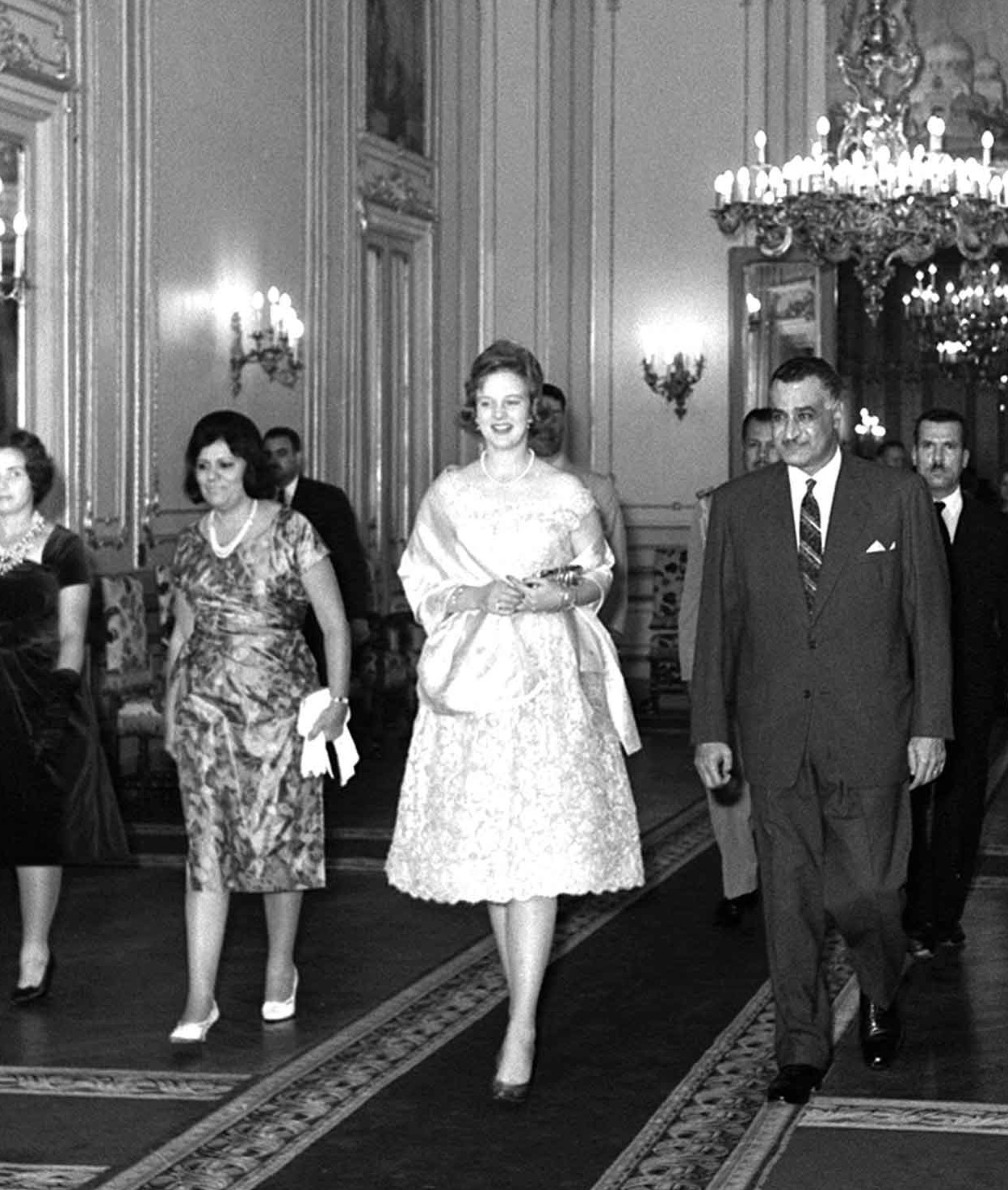
La princesse héritière Margrethe avec Gamal Abdel Nasser (1962).

Elle étudie à l'école privée Zahle, d'où elle sort diplômée en 1959. Elle passe un an à la North Foreland Lodge, un pensionnat pour filles en Angleterre. Elle étudie ensuite l'archéologie au Girton College à Cambridge pendant l'année scolaire 1960-1961, la science politique à l'université Aarhus au Danemark entre 1961 et 1962, à la Sorbonne en 1963 et à la London School of Economics en 1965.
Outre le danois, Margrethe parle couramment l'allemand, l'anglais, le français, le suédois, et a des connaissances en féroïen.

### Mariage

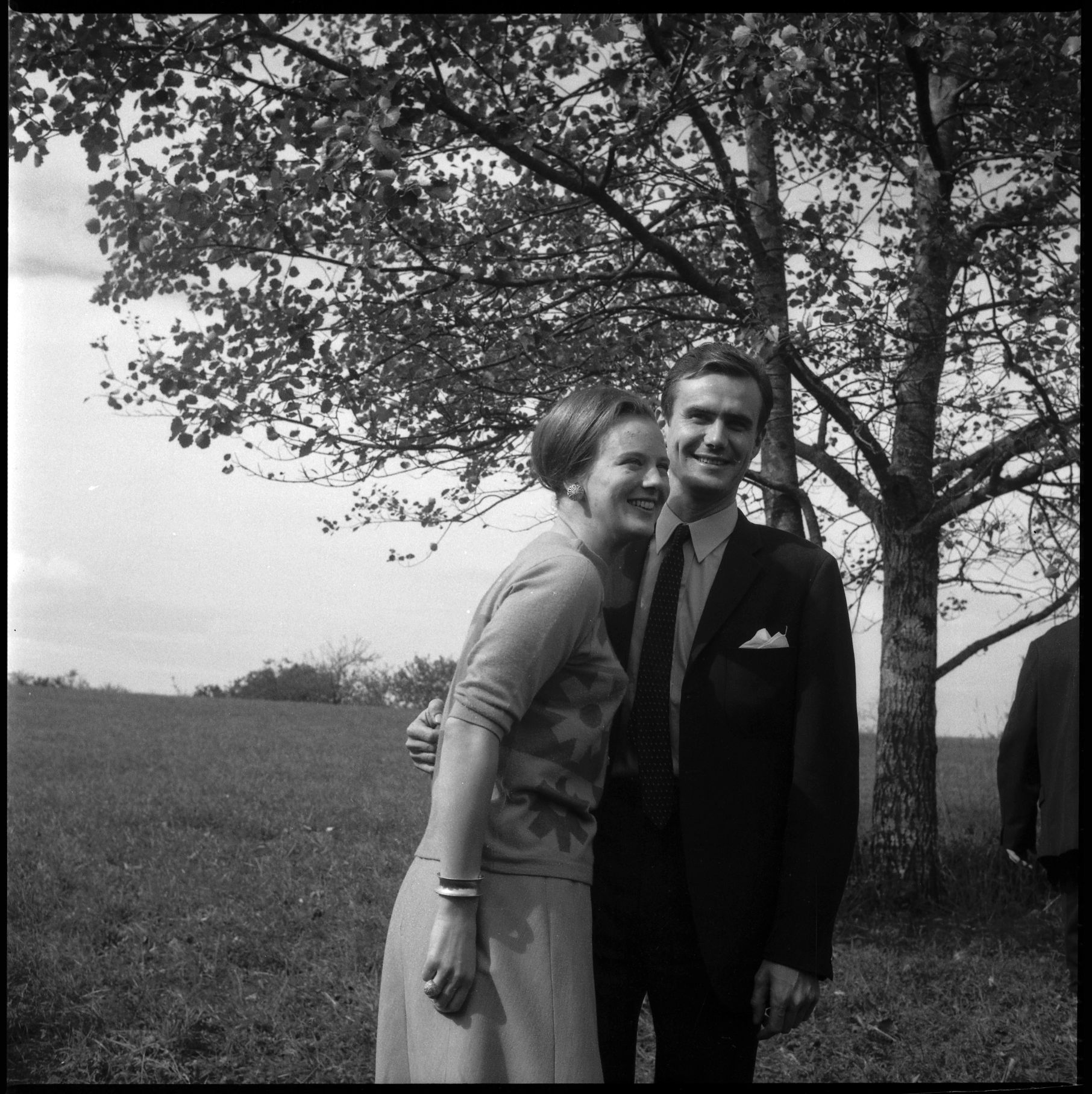
Margrethe avec son fiancé Henri de Laborde de Monpezat en 1966.

Le 10 juin 1967 à Copenhague, Margrethe épouse le Français Henri de Laborde de Monpezat (1934-2018), issu des comtes de Monpezat, avec qui elle aura deux fils : le prince héritier Frederik (1968) et le prince Joachim (1969).
Elle est surnommée Daisy par sa famille et ses amis,.

## Reine de Danemark

### Accession au trône
Peu de temps après que le roi Frédéric IX ait prononcé son discours du Nouvel An à la nation au tournant de l'année 1971-1972, il tombe malade. À sa mort, 14 jours plus tard, le 14 janvier 1972, Margrethe accède au trône à l'âge de 31 ans, devenant la première femme souveraine danoise en vertu du nouvel acte de succession proposé par son père en 1953. Elle est proclamée au balcon du palais de Christiansborg le 15 janvier 1972 par le Premier ministre Jens Otto Krag. La reine Margrethe II abandonne tous les anciens titres du monarque à l'exception du titre au Danemark. Son titre est donc : « Margrethe II, par la grâce de Dieu, reine de Danemark » (en danois : Margrethe den Anden, af Guds Nåde Danmarks Dronning). La reine choisit pour devise : « L'aide de Dieu, l'amour du peuple, la force du Danemark ».

Dans son premier discours au peuple, la reine Margrethe II déclare : 

« Mon père bien-aimé, notre roi, est mort. La tâche que mon père portait depuis près de 25 ans repose désormais sur mes épaules. Je prie Dieu de me donner aide et force pour porter le lourd héritage. Que la confiance qui a été donnée à mon père me soit aussi accordée. »

### Rôle constitutionnel
Les principales tâches de la reine sont de représenter le royaume à l'étranger et d'être une figure unificatrice dans son pays. La reine s'acquitte donc de cette dernière tâche en acceptant des invitations à ouvrir des expositions, en assistant à des anniversaires, en inaugurant des ponts, etc. Elle reçoit des ambassadeurs étrangers et décerne des honneurs et des médailles.
Étant non élue, la reine ne prend aucune part à la politique des partis et n'exprime aucune opinion politique. Bien qu'elle ait le droit de vote, elle choisit de ne pas l'utiliser pour éviter toute apparence d'attitude partisane.
La reine tient une réunion avec le Premier ministre et le ministre des Affaires étrangères tous les mercredis, à moins qu'elle ou le Premier ministre ne se trouve à l'extérieur du royaume.
Après une élection où le Premier ministre sortant n'a pas la majorité derrière lui, la reine tient un « Dronningerunde » (réunion de la reine) au cours de laquelle elle rencontre les présidents de chacun des partis politiques danois.
Chaque parti a le choix de sélectionner un enquêteur royal pour mener ces négociations ou, à défaut, de donner au Premier ministre sortant le mandat de maintenir son gouvernement tel quel. En théorie, chaque parti pourrait choisir son propre chef comme enquêteur royal. Le social-libéral Det Radikale Venstre l'a fait en 2006. Mais souvent un seul enquêteur royal est choisi, plus le Premier ministre, avant chaque élection. Le chef qui, lors de cette réunion, réussit à obtenir la majorité des sièges du Folketing, est par arrêté royal chargé de former un nouveau gouvernement (il n'est jamais arrivé dans une histoire plus moderne qu'un parti ait détenu à lui seul la majorité).
Une fois le gouvernement formé, il est officiellement nommé par la reine. Étant chef d'état, elle préside le Conseil d'État (conseil privé) où les actes législatifs qui ont été adoptés par le parlement sont promulgués. Dans la pratique, cependant, presque tous les pouvoirs effectifs de la reine sont exercés par le gouvernement du Danemark.
En plus de ses rôles dans son propre pays, la reine est également colonel en chef du Princess of Wales's Royal Regiment (Queen's and Royal Hampshires), un régiment d'infanterie de l'armée britannique, suivant une tradition familiale.

### Célébration de son jubilé de rubis
Le 14 janvier 2012, la reine Margrethe II célèbre son jubilé de rubis, marquant le 40e anniversaire de son accession au trône. Celui-ci a été marqué par une procession en calèche, un banquet de gala au palais de Christiansborg et par de nombreuses interviews télévisées.

### Évolution de sa cote de popularité
La reine Margrethe est très populaire au Danemark, dépassant de loin son père, qui dans les années 1950-1970 atteignait 50 % d'avis favorables de l'opinion. On la crédite notamment de la modernisation de la cour, lui épargnant des scandales que connut celle du Royaume-Uni. Parmi les souverains européens, elle est la seule à donner régulièrement des audiences publiques à des Danois qui souhaitent lui parler ou lui exposer un problème. La seule critique à son égard est de fumer en public. On se moque également gentiment de ses choix vestimentaires originaux.

### Évolutions institutionnelles
En 2009, les Danois votent par référendum pour l’égalité homme-femme dans l’ordre de succession au trône.

### Débat sur l'immigration en 2016
Lors d'une interview publiée dans le livre de 2016 De dybeste rødder (The Deepest Roots, en français « Les racines les plus profondes »), selon des historiens de l'Institut Saxo de l'université de Copenhague, elle a montré un changement d'attitude à l'égard de l'immigration, optant pour une position plus restrictive. Elle a déclaré que le peuple danois aurait dû clarifier plus explicitement les règles et les valeurs de la culture danoise, afin de pouvoir les enseigner aux nouveaux arrivants. Elle a en outre déclaré que les Danois en général ont sous-estimé les difficultés liées à l'intégration réussie des immigrés, illustrées par les règles d'une démocratie qui ne sont pas clarifiées aux immigrés musulmans et un manque de volonté d'appliquer ces règles. Cela a été perçu comme un changement conforme à l'opinion majoritaire du peuple danois.

### Pandémie de Covid-19
La campagne de vaccination contre le Covid-19 au Danemark débute le 27 décembre 2020, par les résidents des maisons de retraite puis les plus de 65 ans vulnérables et les personnels de soins les plus exposés. Le 1er janvier 2021, alors que près de 30 000 personnes ont déjà été vaccinées dans le pays, un communiqué de la cour annonce que la reine a reçu le vaccin de Pfizer contre le Covid-19, tout en précisant qu'elle « sera re-vaccinée dans environ trois semaines ». Alors âgée de 80 ans, Margrethe II fait partie des personnes présentant un risque de contracter une forme grave de la maladie. Le 21 septembre 2022, deux jours après les funérailles d'Élisabeth II, Margrethe II est déclarée positive au Covid-19,.

### Célébration de son jubilé d'or
Le 14 janvier 2022, la reine Margrethe II célèbre son jubilé d'or, qui marque le 50e anniversaire de son accession au trône. Au cours de cette journée, la souveraine dépose une gerbe de fleurs sur la tombe de son père, le roi Frédéric IX. En raison de la pandémie de Covid-19, les festivités prévues pour célébrer le jubilé sont décalées aux 10 et 11 septembre suivants par la Première ministre Mette Frederiksen. À cette occasion, plusieurs événements sont prévus, notamment un dîner de gala au château de Christiansborg, des célébrations à l'hôtel de ville de Copenhague et une relève de la garde au palais d'Amalienborg afin de rendre hommage à la souveraine.
Cependant, à la suite de la mort de la reine Élisabeth II, survenue le 8 septembre 2022, la reine de Danemark modifie une grande partie du programme de son jubilé : la réception à l'hôtel de ville de Copenhague est reportée, tandis que la relève de la garde, la parade en calèche dans les rues de la capitale et l'apparition des membres de la famille royale au balcon du palais d'Amalienborg sont annulées. D'autre part, une représentation au Théâtre royal, une messe à Copenhague et la soirée de gala au château de Christiansborg sont maintenues « dans un format adapté », avec notamment une minute de silence en hommage à Élisabeth II.

### Fin de règne et abdication
La reine Margrethe II, qui règne depuis 52 ans à la date de son abdication, est le deuxième monarque danois à la plus grande longévité, derrière le roi Christian IV. Cependant, son règne constitue, depuis le 16 juillet 2023, le règne personnel le plus long de l'histoire du pays, Christian IV étant monté sur le trône à l’âge de 11 ans, en 1588, mais n'ayant régné concrètement qu’à partir de sa majorité, en 1596, jusqu’en 1648.
Elle affirme, en juin 2020, lors de son 80e anniversaire, ne pas avoir l'intention d'abdiquer.
Le 31 décembre 2023, lors de son traditionnel discours du nouvel an, la reine annonce à la surprise générale qu'elle abdiquera le 14 janvier 2024, date où elle fêtera ses 52 ans de règne. Durant son allocution, elle déclare que l’opération qu’elle a subi au dos en février 2023, et qui l’a empêchée d’apparaître publiquement pendant plusieurs semaines « a donné lieu à des réflexions sur l’avenir, sur la question de savoir s’il était temps de transférer les responsabilités à la génération suivante ». Son fils aîné, le prince héritier Frederik, lui succède sous le nom de Frederik X.
C’est la première fois en 900 ans qu’un monarque danois renonce au trône.

## Après le règne
Aussitôt après son abdication, elle est appelée « Sa Majesté la reine Margrethe ». L'actuel maréchal de la cour et plusieurs autres hauts dignitaires intègrent la cour que se constitue l'ancienne souveraine. La Maison royale précise également qu'elle pourra être installée en tant que régente et exercer de nouveau les fonctions de chef de l'État en cas d'absence du roi Frederik X.
Après sa disparition, Margrethe II devrait être inhumée dans un mausolée situé dans la cathédrale de Roskilde, auprès de ses prédécesseurs.

## Vie privée
La reine se consacre à de nombreuses activités artistiques, comme la peinture, la création d’étoffes destinées aux églises danoises, l’aquarelle, le dessin, la scénographie ou la broderie. Le public a pu admirer une partie de sa production lors d’expositions au Danemark et à l’étranger. L'historien Lars Hovbakke Soerensen note que ses goûts assumés contribuent à sa popularité, « montrant qu'elle n'est pas juste une figure de porcelaine ».
En 1970, elle dessine les traditionnelles vignettes de Noël. La feuille de 50 vignettes représente un château peuplé d’anges aux ailes dorées. Bien que ne permettant pas d’affranchir le courrier, ces vignettes aident à financer une association danoise d’aide aux enfants malades, et sont une tradition populaire dans certains pays scandinaves. Elle dessine aussi le timbre-poste qui célèbre en 1985 le 40e anniversaire de la libération du Danemark.
Après avoir lu Le Seigneur des anneaux, elle envoie à J. R. R. Tolkien des dessins inspirés de son roman. Sous le pseudonyme d’Ingahild Grathmer, elle illustre l’édition danoise de 1977 du roman. Ses illustrations, redessinées par Eric Fraser, sont reprises dans l’édition en anglais publiée par la Folio Society la même année.
Avec le concours de son époux, elle traduit, en 1981, l’œuvre de Simone de Beauvoir Tous les hommes sont mortels.

## Généalogie

### Famille et descendance

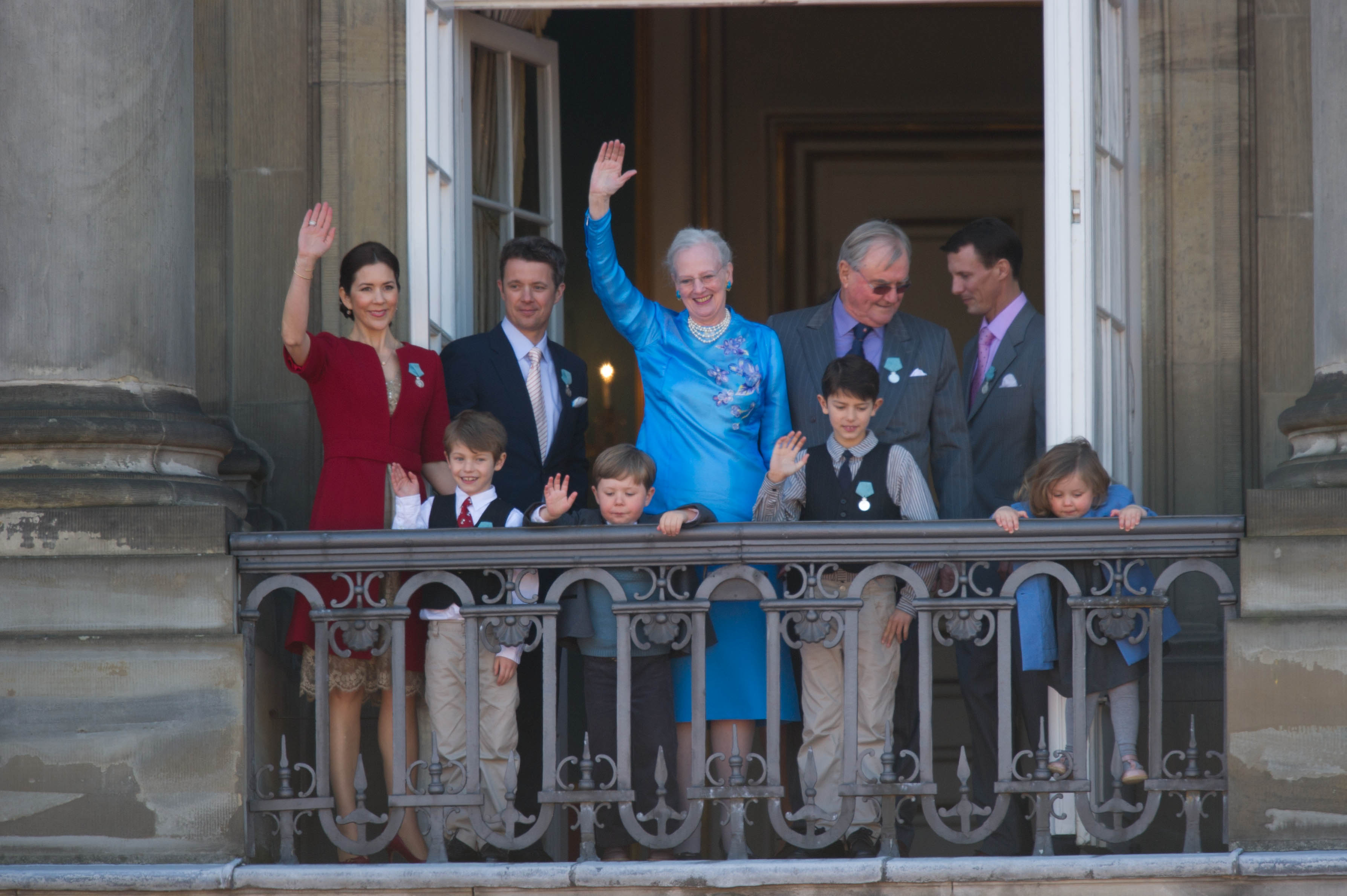
La famille royale danoise lors du de la reine, le 16 avril 2010. De gauche à droite : la princesse héritière Mary Donaldson, le prince Felix, le prince héritier Frederik, le prince Christian, la reine, le prince Nikolai, le prince consort Henri, le prince Joachim et la princesse Isabella.

La reine Margrethe II et le prince Henrik ont deux fils (Frederik (1968) et Joachim (1969)), et huit petits-enfants (cinq petits-fils : Nikolai (1999), Felix (2002), Christian (2005), Henrik (2009) et Vincent (2011), et trois petites-filles : Isabella (2007), Josephine (2011) et Athena (2012)).
Leur fils cadet le prince Joachim épouse en 1995 Alexandra Christina Manley, une citoyenne britannique originaire de Hong Kong, née d’un père sino-britannique, Richard Nigel Manley, et d’une mère autrichienne, Christa Maria Nowotny. Ils ont deux enfants : le prince Nikolai William Alexander Frederik (né le 28 août 1999 à Copenhague) et le prince Felix Henrik Valdemar Christian (né le 22 juillet 2002 à Copenhague). Ils se séparent en 2004 et divorcent en 2005. La princesse Alexandra est titrée comtesse de Frederiksborg par la reine Margrethe II, à la suite de son remariage avec Martin Jørgensen, le 3 mars 2007. Elle continue de vivre à Copenhague et est invitée à certaines réceptions officielles.
Joachim s’est remarié le 24 mai 2008 avec la Française Marie Cavallier, devenue la princesse Marie de Danemark. Le 4 mai 2009, la princesse donne naissance à un fils, Henrik Carl Joachim Alain, puis à une fille le 24 janvier 2012, Athena Marguerite Françoise Marie.
Le 14 mai 2004, le prince héritier Frederik épouse une Australienne, Mary Donaldson, devenue la princesse Mary de Danemark, qu’il a rencontrée aux Jeux olympiques de Sydney en 2000. Le 15 octobre 2005 au Rigshospitalet de Copenhague, la princesse donne naissance à un garçon, le prince Christian Valdemar Henri John, héritier en second de la Couronne derrière son père. Le 21 avril 2007, au Rigshospitalet de Copenhague, la princesse donne naissance à une fille, Isabella Henrietta Ingrid Margrethe. Le 8 janvier 2011, au Rigshospitalet de Copenhague, la princesse donne naissance à des jumeaux, un garçon, Vincent Frederik Minik Alexander, et une fille, Josephine Sophia Ivalo Mathilda.
La plus jeune sœur de Margrethe II, la princesse Anne-Marie de Danemark (1946), devient reine des Hellènes en épousant en 1964 le roi Constantin II (1940-2023). Mais à la suite de l’instauration de la République, ils doivent vivre en exil et s’installent à Londres.
Son autre sœur, la princesse Benedikte de Danemark (1944), est mariée au prince Richard de Sayn-Wittgenstein-Berleburg (1934-2017) et vit en Allemagne, mais elle revient régulièrement au Danemark pour des engagements officiels.
Margrethe II de Danemark appartient à la maison de Glücksbourg, cinquième branche issue de la quatrième branche (lignée Schleswig-Holstein-Sonderbourg-Beck), elle-même issue de la première branche de la maison de Schleswig-Holstein-Sonderbourg. Toutes ces lignées sont issues de la première branche de la maison d'Oldenbourg.
Egilmar Ier est l’ascendant de la reine Margrethe II de Danemark.
Aliénor d'Aquitaine et Henri II d'Angleterre sont des ancêtres de la reine Margrethe II de Danemark par leur fille Mathilde d'Angleterre.
Margrethe II et Sophie de Grèce sont cousines par leur ancêtre commun (arrière-arrière grand-père) Christian IX, roi de Danemark, la première étant issue de la descendance de Frédéric VIII et la seconde par Thyra de Danemark et Georges Ier, fille et fils de Christian IX.
|                              |                              |                              |                              |                              |                              |  |  |                               |                               |                               |                               |                               |                               |  |  |                            |                            |                            |                            |                            |                            |                                          |                                          |                                          |                                          |                                          |                                          |                              |                              |                                 |                                 |                                 |                                 |                                 |                                 |                            |                            |                         |                         |                          |                          |                          |                          |                            |                            |                            |                            |                            |                            |                           |                           |                           |                           |                        |                        |                           |                           |                           |                           |                           |                           |  |  |                                                |                                                |                                                |                                                |                                                |                                                |  |  |                                                |                                                |                                                |                                                |                                                |                                                |  |  |                                              |                                              |                                              |                                              |                                                     |                                                     |                                                     |                                                     |                                                     |                                                     |                                                  |                                                  |                                                  |                                                  |                              |                              |                                        |                                        |                                        |                                        | Frédéric IX de Danemark (1899-1972)    | Frédéric IX de Danemark (1899-1972)    | Frédéric IX de Danemark (1899-1972) | Frédéric IX de Danemark (1899-1972) | Frédéric IX de Danemark (1899-1972) | Frédéric IX de Danemark (1899-1972) |                               |                               | Ingrid de Suède (1910-2000)   | Ingrid de Suède (1910-2000)   | Ingrid de Suède (1910-2000) | Ingrid de Suède (1910-2000) | Ingrid de Suède (1910-2000)                     | Ingrid de Suède (1910-2000)                     |                                                 |                                                 |                                                 |                                                 |  |  |                                     |                                     |                                     |                                     |                                     |                                     |  |  |                                      |                                      |                                      |                                      |                                      |                                      |  |  |                                   |                                   |                                   |                                   |                                   |                                   |  |  |                                   |                                   |                                   |                                   |                                   |                                   |  |  |                               |                               |                               |                               |                               |                               |  |  |                                    |                                    |                                    |                                    |                                    |                                    |                      |                      |                                  |                                  |                                    |                                    |                                    |                                    |                                    |                                    |                                |                                |                                |                                |                                |                                |                               |                               |                                   |                                   |                                   |                                   |                                   |                                   |                              |                              |                              |                              |  |  |                      |                      |                      |                      |                      |                      |  |  |                          |                          |                          |                          |                          |                          |  |  |                          |                          |                          |                          |                          |                          |  |  |                   |                   |                   |                   |                   |                   |  |  |
|                              |                              |                              |                              |                              |                              |  |  |                               |                               |                               |                               |                               |                               |  |  |                            |                            |                            |                            |                            |                            |                                          |                                          |                                          |                                          |                                          |                                          |                              |                              |                                 |                                 |                                 |                                 |                                 |                                 |                            |                            |                         |                         |                          |                          |                          |                          |                            |                            |                            |                            |                            |                            |                           |                           |                           |                           |                        |                        |                           |                           |                           |                           |                           |                           |  |  |                                                |                                                |                                                |                                                |                                                |                                                |  |  |                                                |                                                |                                                |                                                |                                                |                                                |  |  |                                              |                                              |                                              |                                              |                                                     |                                                     |                                                     |                                                     |                                                     |                                                     |                                                  |                                                  |                                                  |                                                  |                              |                              |                                        |                                        |                                        |                                        | Frédéric IX de Danemark (1899-1972)    | Frédéric IX de Danemark (1899-1972)    | Frédéric IX de Danemark (1899-1972) | Frédéric IX de Danemark (1899-1972) | Frédéric IX de Danemark (1899-1972) | Frédéric IX de Danemark (1899-1972) |                               |                               | Ingrid de Suède (1910-2000)   | Ingrid de Suède (1910-2000)   | Ingrid de Suède (1910-2000) | Ingrid de Suède (1910-2000) | Ingrid de Suède (1910-2000)                     | Ingrid de Suède (1910-2000)                     |                                                 |                                                 |                                                 |                                                 |  |  |                                     |                                     |                                     |                                     |                                     |                                     |  |  |                                      |                                      |                                      |                                      |                                      |                                      |  |  |                                   |                                   |                                   |                                   |                                   |                                   |  |  |                                   |                                   |                                   |                                   |                                   |                                   |  |  |                               |                               |                               |                               |                               |                               |  |  |                                    |                                    |                                    |                                    |                                    |                                    |                      |                      |                                  |                                  |                                    |                                    |                                    |                                    |                                    |                                    |                                |                                |                                |                                |                                |                                |                               |                               |                                   |                                   |                                   |                                   |                                   |                                   |                              |                              |                              |                              |  |  |                      |                      |                      |                      |                      |                      |  |  |                          |                          |                          |                          |                          |                          |  |  |                          |                          |                          |                          |                          |                          |  |  |                   |                   |                   |                   |                   |                   |  |  |
|                              |                              |                              |                              |                              |                              |  |  |                               |                               |                               |                               |                               |                               |  |  |                            |                            |                            |                            |                            |                            |                                          |                                          |                                          |                                          |                                          |                                          |                              |                              |                                 |                                 |                                 |                                 |                                 |                                 |                            |                            |                         |                         |                          |                          |                          |                          |                            |                            |                            |                            |                            |                            |                           |                           |                           |                           |                        |                        |                           |                           |                           |                           |                           |                           |  |  |                                                |                                                |                                                |                                                |                                                |                                                |  |  |                                                |                                                |                                                |                                                |                                                |                                                |  |  |                                              |                                              |                                              |                                              |                                                     |                                                     |                                                     |                                                     |                                                     |                                                     |                                                  |                                                  |                                                  |                                                  |                              |                              |                                        |                                        |                                        |                                        |                                        |                                        |                                     |                                     |                                     |                                     |                               |                               |                               |                               |                             |                             |                                                 |                                                 |                                                 |                                                 |                                                 |                                                 |  |  |                                     |                                     |                                     |                                     |                                     |                                     |  |  |                                      |                                      |                                      |                                      |                                      |                                      |  |  |                                   |                                   |                                   |                                   |                                   |                                   |  |  |                                   |                                   |                                   |                                   |                                   |                                   |  |  |                               |                               |                               |                               |                               |                               |  |  |                                    |                                    |                                    |                                    |                                    |                                    |                      |                      |                                  |                                  |                                    |                                    |                                    |                                    |                                    |                                    |                                |                                |                                |                                |                                |                                |                               |                               |                                   |                                   |                                   |                                   |                                   |                                   |                              |                              |                              |                              |  |  |                      |                      |                      |                      |                      |                      |  |  |                          |                          |                          |                          |                          |                          |  |  |                          |                          |                          |                          |                          |                          |  |  |                   |                   |                   |                   |                   |                   |  |  |
|                              |                              |                              |                              |                              |                              |  |  |                               |                               |                               |                               |                               |                               |  |  |                            |                            |                            |                            |                            |                            |                                          |                                          |                                          |                                          |                                          |                                          |                              |                              |                                 |                                 |                                 |                                 |                                 |                                 |                            |                            |                         |                         |                          |                          |                          |                          |                            |                            |                            |                            |                            |                            |                           |                           |                           |                           |                        |                        |                           |                           |                           |                           |                           |                           |  |  |                                                |                                                |                                                |                                                |                                                |                                                |  |  |                                                |                                                |                                                |                                                |                                                |                                                |  |  |                                              |                                              |                                              |                                              |                                                     |                                                     |                                                     |                                                     |                                                     |                                                     |                                                  |                                                  |                                                  |                                                  |                              |                              |                                        |                                        |                                        |                                        |                                        |                                        |                                     |                                     |                                     |                                     |                               |                               |                               |                               |                             |                             |                                                 |                                                 |                                                 |                                                 |                                                 |                                                 |  |  |                                     |                                     |                                     |                                     |                                     |                                     |  |  |                                      |                                      |                                      |                                      |                                      |                                      |  |  |                                   |                                   |                                   |                                   |                                   |                                   |  |  |                                   |                                   |                                   |                                   |                                   |                                   |  |  |                               |                               |                               |                               |                               |                               |  |  |                                    |                                    |                                    |                                    |                                    |                                    |                      |                      |                                  |                                  |                                    |                                    |                                    |                                    |                                    |                                    |                                |                                |                                |                                |                                |                                |                               |                               |                                   |                                   |                                   |                                   |                                   |                                   |                              |                              |                              |                              |  |  |                      |                      |                      |                      |                      |                      |  |  |                          |                          |                          |                          |                          |                          |  |  |                          |                          |                          |                          |                          |                          |  |  |                   |                   |                   |                   |                   |                   |  |  |
|                              |                              |                              |                              |                              |                              |  |  |                               |                               |                               |                               |                               |                               |  |  |                            |                            |                            |                            |                            |                            | Henri de Laborde de Monpezat (1934-2018) | Henri de Laborde de Monpezat (1934-2018) | Henri de Laborde de Monpezat (1934-2018) | Henri de Laborde de Monpezat (1934-2018) | Henri de Laborde de Monpezat (1934-2018) | Henri de Laborde de Monpezat (1934-2018) |                              |                              | Margrethe II de Danemark (1940) | Margrethe II de Danemark (1940) | Margrethe II de Danemark (1940) | Margrethe II de Danemark (1940) | Margrethe II de Danemark (1940) | Margrethe II de Danemark (1940) |                            |                            |                         |                         |                          |                          |                          |                          |                            |                            |                            |                            |                            |                            |                           |                           |                           |                           |                        |                        |                           |                           |                           |                           |                           |                           |  |  |                                                |                                                |                                                |                                                |                                                |                                                |  |  |                                                |                                                |                                                |                                                |                                                |                                                |  |  |                                              |                                              |                                              |                                              | Richard de Sayn-Wittgenstein-Berlebourg (1934-2017) | Richard de Sayn-Wittgenstein-Berlebourg (1934-2017) | Richard de Sayn-Wittgenstein-Berlebourg (1934-2017) | Richard de Sayn-Wittgenstein-Berlebourg (1934-2017) | Richard de Sayn-Wittgenstein-Berlebourg (1934-2017) | Richard de Sayn-Wittgenstein-Berlebourg (1934-2017) |                                                  |                                                  | Benedikte de Danemark (1944)                     | Benedikte de Danemark (1944)                     | Benedikte de Danemark (1944) | Benedikte de Danemark (1944) | Benedikte de Danemark (1944)           | Benedikte de Danemark (1944)           |                                        |                                        |                                        |                                        |                                     |                                     |                                     |                                     |                               |                               |                               |                               |                             |                             |                                                 |                                                 |                                                 |                                                 |                                                 |                                                 |  |  |                                     |                                     |                                     |                                     |                                     |                                     |  |  |                                      |                                      |                                      |                                      |                                      |                                      |  |  |                                   |                                   |                                   |                                   |                                   |                                   |  |  |                                   |                                   |                                   |                                   |                                   |                                   |  |  |                               |                               |                               |                               |                               |                               |  |  |                                    |                                    |                                    |                                    |                                    |                                    |                      |                      |                                  |                                  | Constantin II de Grèce (1940-2023) | Constantin II de Grèce (1940-2023) | Constantin II de Grèce (1940-2023) | Constantin II de Grèce (1940-2023) | Constantin II de Grèce (1940-2023) | Constantin II de Grèce (1940-2023) |                                |                                | Anne-Marie de Danemark (1946)  | Anne-Marie de Danemark (1946)  | Anne-Marie de Danemark (1946)  | Anne-Marie de Danemark (1946)  | Anne-Marie de Danemark (1946) | Anne-Marie de Danemark (1946) |                                   |                                   |                                   |                                   |                                   |                                   |                              |                              |                              |                              |  |  |                      |                      |                      |                      |                      |                      |  |  |                          |                          |                          |                          |                          |                          |  |  |                          |                          |                          |                          |                          |                          |  |  |                   |                   |                   |                   |                   |                   |  |  |
|                              |                              |                              |                              |                              |                              |  |  |                               |                               |                               |                               |                               |                               |  |  |                            |                            |                            |                            |                            |                            | Henri de Laborde de Monpezat (1934-2018) | Henri de Laborde de Monpezat (1934-2018) | Henri de Laborde de Monpezat (1934-2018) | Henri de Laborde de Monpezat (1934-2018) | Henri de Laborde de Monpezat (1934-2018) | Henri de Laborde de Monpezat (1934-2018) |                              |                              | Margrethe II de Danemark (1940) | Margrethe II de Danemark (1940) | Margrethe II de Danemark (1940) | Margrethe II de Danemark (1940) | Margrethe II de Danemark (1940) | Margrethe II de Danemark (1940) |                            |                            |                         |                         |                          |                          |                          |                          |                            |                            |                            |                            |                            |                            |                           |                           |                           |                           |                        |                        |                           |                           |                           |                           |                           |                           |  |  |                                                |                                                |                                                |                                                |                                                |                                                |  |  |                                                |                                                |                                                |                                                |                                                |                                                |  |  |                                              |                                              |                                              |                                              | Richard de Sayn-Wittgenstein-Berlebourg (1934-2017) | Richard de Sayn-Wittgenstein-Berlebourg (1934-2017) | Richard de Sayn-Wittgenstein-Berlebourg (1934-2017) | Richard de Sayn-Wittgenstein-Berlebourg (1934-2017) | Richard de Sayn-Wittgenstein-Berlebourg (1934-2017) | Richard de Sayn-Wittgenstein-Berlebourg (1934-2017) |                                                  |                                                  | Benedikte de Danemark (1944)                     | Benedikte de Danemark (1944)                     | Benedikte de Danemark (1944) | Benedikte de Danemark (1944) | Benedikte de Danemark (1944)           | Benedikte de Danemark (1944)           |                                        |                                        |                                        |                                        |                                     |                                     |                                     |                                     |                               |                               |                               |                               |                             |                             |                                                 |                                                 |                                                 |                                                 |                                                 |                                                 |  |  |                                     |                                     |                                     |                                     |                                     |                                     |  |  |                                      |                                      |                                      |                                      |                                      |                                      |  |  |                                   |                                   |                                   |                                   |                                   |                                   |  |  |                                   |                                   |                                   |                                   |                                   |                                   |  |  |                               |                               |                               |                               |                               |                               |  |  |                                    |                                    |                                    |                                    |                                    |                                    |                      |                      |                                  |                                  | Constantin II de Grèce (1940-2023) | Constantin II de Grèce (1940-2023) | Constantin II de Grèce (1940-2023) | Constantin II de Grèce (1940-2023) | Constantin II de Grèce (1940-2023) | Constantin II de Grèce (1940-2023) |                                |                                | Anne-Marie de Danemark (1946)  | Anne-Marie de Danemark (1946)  | Anne-Marie de Danemark (1946)  | Anne-Marie de Danemark (1946)  | Anne-Marie de Danemark (1946) | Anne-Marie de Danemark (1946) |                                   |                                   |                                   |                                   |                                   |                                   |                              |                              |                              |                              |  |  |                      |                      |                      |                      |                      |                      |  |  |                          |                          |                          |                          |                          |                          |  |  |                          |                          |                          |                          |                          |                          |  |  |                   |                   |                   |                   |                   |                   |  |  |
|                              |                              |                              |                              |                              |                              |  |  |                               |                               |                               |                               |                               |                               |  |  |                            |                            |                            |                            |                            |                            |                                          |                                          |                                          |                                          |                                          |                                          |                              |                              |                                 |                                 |                                 |                                 |                                 |                                 |                            |                            |                         |                         |                          |                          |                          |                          |                            |                            |                            |                            |                            |                            |                           |                           |                           |                           |                        |                        |                           |                           |                           |                           |                           |                           |  |  |                                                |                                                |                                                |                                                |                                                |                                                |  |  |                                                |                                                |                                                |                                                |                                                |                                                |  |  |                                              |                                              |                                              |                                              |                                                     |                                                     |                                                     |                                                     |                                                     |                                                     |                                                  |                                                  |                                                  |                                                  |                              |                              |                                        |                                        |                                        |                                        |                                        |                                        |                                     |                                     |                                     |                                     |                               |                               |                               |                               |                             |                             |                                                 |                                                 |                                                 |                                                 |                                                 |                                                 |  |  |                                     |                                     |                                     |                                     |                                     |                                     |  |  |                                      |                                      |                                      |                                      |                                      |                                      |  |  |                                   |                                   |                                   |                                   |                                   |                                   |  |  |                                   |                                   |                                   |                                   |                                   |                                   |  |  |                               |                               |                               |                               |                               |                               |  |  |                                    |                                    |                                    |                                    |                                    |                                    |                      |                      |                                  |                                  |                                    |                                    |                                    |                                    |                                    |                                    |                                |                                |                                |                                |                                |                                |                               |                               |                                   |                                   |                                   |                                   |                                   |                                   |                              |                              |                              |                              |  |  |                      |                      |                      |                      |                      |                      |  |  |                          |                          |                          |                          |                          |                          |  |  |                          |                          |                          |                          |                          |                          |  |  |                   |                   |                   |                   |                   |                   |  |  |
|                              |                              |                              |                              |                              |                              |  |  |                               |                               |                               |                               |                               |                               |  |  |                            |                            |                            |                            |                            |                            |                                          |                                          |                                          |                                          |                                          |                                          |                              |                              |                                 |                                 |                                 |                                 |                                 |                                 |                            |                            |                         |                         |                          |                          |                          |                          |                            |                            |                            |                            |                            |                            |                           |                           |                           |                           |                        |                        |                           |                           |                           |                           |                           |                           |  |  |                                                |                                                |                                                |                                                |                                                |                                                |  |  |                                                |                                                |                                                |                                                |                                                |                                                |  |  |                                              |                                              |                                              |                                              |                                                     |                                                     |                                                     |                                                     |                                                     |                                                     |                                                  |                                                  |                                                  |                                                  |                              |                              |                                        |                                        |                                        |                                        |                                        |                                        |                                     |                                     |                                     |                                     |                               |                               |                               |                               |                             |                             |                                                 |                                                 |                                                 |                                                 |                                                 |                                                 |  |  |                                     |                                     |                                     |                                     |                                     |                                     |  |  |                                      |                                      |                                      |                                      |                                      |                                      |  |  |                                   |                                   |                                   |                                   |                                   |                                   |  |  |                                   |                                   |                                   |                                   |                                   |                                   |  |  |                               |                               |                               |                               |                               |                               |  |  |                                    |                                    |                                    |                                    |                                    |                                    |                      |                      |                                  |                                  |                                    |                                    |                                    |                                    |                                    |                                    |                                |                                |                                |                                |                                |                                |                               |                               |                                   |                                   |                                   |                                   |                                   |                                   |                              |                              |                              |                              |  |  |                      |                      |                      |                      |                      |                      |  |  |                          |                          |                          |                          |                          |                          |  |  |                          |                          |                          |                          |                          |                          |  |  |                   |                   |                   |                   |                   |                   |  |  |
|                              |                              |                              |                              |                              |                              |  |  | Frédéric X de Danemark (1968) | Frédéric X de Danemark (1968) | Frédéric X de Danemark (1968) | Frédéric X de Danemark (1968) | Frédéric X de Danemark (1968) | Frédéric X de Danemark (1968) |  |  | Mary Donaldson (1972)      | Mary Donaldson (1972)      | Mary Donaldson (1972)      | Mary Donaldson (1972)      | Mary Donaldson (1972)      | Mary Donaldson (1972)      |                                          |                                          |                                          |                                          |                                          |                                          |                              |                              |                                 |                                 |                                 |                                 |                                 |                                 | Alexandra Manley (1964)    | Alexandra Manley (1964)    | Alexandra Manley (1964) | Alexandra Manley (1964) | Alexandra Manley (1964)  | Alexandra Manley (1964)  |                          |                          | Joachim de Danemark (1969) | Joachim de Danemark (1969) | Joachim de Danemark (1969) | Joachim de Danemark (1969) | Joachim de Danemark (1969) | Joachim de Danemark (1969) |                           |                           | Marie Cavallier (1976)    | Marie Cavallier (1976)    | Marie Cavallier (1976) | Marie Cavallier (1976) | Marie Cavallier (1976)    | Marie Cavallier (1976)    |                           |                           |                           |                           |  |  | Gustave de Sayn-Wittgenstein-Berlebourg (1969) | Gustave de Sayn-Wittgenstein-Berlebourg (1969) | Gustave de Sayn-Wittgenstein-Berlebourg (1969) | Gustave de Sayn-Wittgenstein-Berlebourg (1969) | Gustave de Sayn-Wittgenstein-Berlebourg (1969) | Gustave de Sayn-Wittgenstein-Berlebourg (1969) |  |  | Carina Axelsson (1968)                         | Carina Axelsson (1968)                         | Carina Axelsson (1968)                         | Carina Axelsson (1968)                         | Carina Axelsson (1968)                         | Carina Axelsson (1968)                         |  |  | Friedrich von Pfeil und Klein-Ellguth (1967) | Friedrich von Pfeil und Klein-Ellguth (1967) | Friedrich von Pfeil und Klein-Ellguth (1967) | Friedrich von Pfeil und Klein-Ellguth (1967) | Friedrich von Pfeil und Klein-Ellguth (1967)        | Friedrich von Pfeil und Klein-Ellguth (1967)        |                                                     |                                                     | Alexandra de Sayn-Wittgenstein-Berlebourg (1970)    | Alexandra de Sayn-Wittgenstein-Berlebourg (1970)    | Alexandra de Sayn-Wittgenstein-Berlebourg (1970) | Alexandra de Sayn-Wittgenstein-Berlebourg (1970) | Alexandra de Sayn-Wittgenstein-Berlebourg (1970) | Alexandra de Sayn-Wittgenstein-Berlebourg (1970) |                              |                              | Michael Ahlefeldt-Laurvig-Bille (1965) | Michael Ahlefeldt-Laurvig-Bille (1965) | Michael Ahlefeldt-Laurvig-Bille (1965) | Michael Ahlefeldt-Laurvig-Bille (1965) | Michael Ahlefeldt-Laurvig-Bille (1965) | Michael Ahlefeldt-Laurvig-Bille (1965) |                                     |                                     | Alexandre Johanssmann (1977)        | Alexandre Johanssmann (1977)        | Alexandre Johanssmann (1977)  | Alexandre Johanssmann (1977)  | Alexandre Johanssmann (1977)  | Alexandre Johanssmann (1977)  |                             |                             | Nathalie de Sayn-Wittgenstein-Berlebourg (1975) | Nathalie de Sayn-Wittgenstein-Berlebourg (1975) | Nathalie de Sayn-Wittgenstein-Berlebourg (1975) | Nathalie de Sayn-Wittgenstein-Berlebourg (1975) | Nathalie de Sayn-Wittgenstein-Berlebourg (1975) | Nathalie de Sayn-Wittgenstein-Berlebourg (1975) |  |  |                                     |                                     |                                     |                                     |                                     |                                     |  |  | Carlos Morales Quintana (1970)       | Carlos Morales Quintana (1970)       | Carlos Morales Quintana (1970)       | Carlos Morales Quintana (1970)       | Carlos Morales Quintana (1970)       | Carlos Morales Quintana (1970)       |  |  | Alexia de Grèce (1965)            | Alexia de Grèce (1965)            | Alexia de Grèce (1965)            | Alexia de Grèce (1965)            | Alexia de Grèce (1965)            | Alexia de Grèce (1965)            |  |  |                                   |                                   |                                   |                                   |                                   |                                   |  |  |                               |                               |                               |                               |                               |                               |  |  |                                    |                                    |                                    |                                    | Paul de Grèce (1967)               | Paul de Grèce (1967)               | Paul de Grèce (1967) | Paul de Grèce (1967) | Paul de Grèce (1967)             | Paul de Grèce (1967)             |                                    |                                    | Marie-Chantal Miller (1968)        | Marie-Chantal Miller (1968)        | Marie-Chantal Miller (1968)        | Marie-Chantal Miller (1968)        | Marie-Chantal Miller (1968)    | Marie-Chantal Miller (1968)    |                                |                                | Nicolas de Grèce (1969)        | Nicolas de Grèce (1969)        | Nicolas de Grèce (1969)       | Nicolas de Grèce (1969)       | Nicolas de Grèce (1969)           | Nicolas de Grèce (1969)           |                                   |                                   | Chrysí Vardinogiánnis (1981)      | Chrysí Vardinogiánnis (1981)      | Chrysí Vardinogiánnis (1981) | Chrysí Vardinogiánnis (1981) | Chrysí Vardinogiánnis (1981) | Chrysí Vardinogiánnis (1981) |  |  | Matthew Kumar (1983) | Matthew Kumar (1983) | Matthew Kumar (1983) | Matthew Kumar (1983) | Matthew Kumar (1983) | Matthew Kumar (1983) |  |  | Théodora de Grèce (1983) | Théodora de Grèce (1983) | Théodora de Grèce (1983) | Théodora de Grèce (1983) | Théodora de Grèce (1983) | Théodora de Grèce (1983) |  |  | Philippe de Grèce (1986) | Philippe de Grèce (1986) | Philippe de Grèce (1986) | Philippe de Grèce (1986) | Philippe de Grèce (1986) | Philippe de Grèce (1986) |  |  | Nina Flohr (1987) | Nina Flohr (1987) | Nina Flohr (1987) | Nina Flohr (1987) | Nina Flohr (1987) | Nina Flohr (1987) |  |  |
|                              |                              |                              |                              |                              |                              |  |  | Frédéric X de Danemark (1968) | Frédéric X de Danemark (1968) | Frédéric X de Danemark (1968) | Frédéric X de Danemark (1968) | Frédéric X de Danemark (1968) | Frédéric X de Danemark (1968) |  |  | Mary Donaldson (1972)      | Mary Donaldson (1972)      | Mary Donaldson (1972)      | Mary Donaldson (1972)      | Mary Donaldson (1972)      | Mary Donaldson (1972)      |                                          |                                          |                                          |                                          |                                          |                                          |                              |                              |                                 |                                 |                                 |                                 |                                 |                                 | Alexandra Manley (1964)    | Alexandra Manley (1964)    | Alexandra Manley (1964) | Alexandra Manley (1964) | Alexandra Manley (1964)  | Alexandra Manley (1964)  |                          |                          | Joachim de Danemark (1969) | Joachim de Danemark (1969) | Joachim de Danemark (1969) | Joachim de Danemark (1969) | Joachim de Danemark (1969) | Joachim de Danemark (1969) |                           |                           | Marie Cavallier (1976)    | Marie Cavallier (1976)    | Marie Cavallier (1976) | Marie Cavallier (1976) | Marie Cavallier (1976)    | Marie Cavallier (1976)    |                           |                           |                           |                           |  |  | Gustave de Sayn-Wittgenstein-Berlebourg (1969) | Gustave de Sayn-Wittgenstein-Berlebourg (1969) | Gustave de Sayn-Wittgenstein-Berlebourg (1969) | Gustave de Sayn-Wittgenstein-Berlebourg (1969) | Gustave de Sayn-Wittgenstein-Berlebourg (1969) | Gustave de Sayn-Wittgenstein-Berlebourg (1969) |  |  | Carina Axelsson (1968)                         | Carina Axelsson (1968)                         | Carina Axelsson (1968)                         | Carina Axelsson (1968)                         | Carina Axelsson (1968)                         | Carina Axelsson (1968)                         |  |  | Friedrich von Pfeil und Klein-Ellguth (1967) | Friedrich von Pfeil und Klein-Ellguth (1967) | Friedrich von Pfeil und Klein-Ellguth (1967) | Friedrich von Pfeil und Klein-Ellguth (1967) | Friedrich von Pfeil und Klein-Ellguth (1967)        | Friedrich von Pfeil und Klein-Ellguth (1967)        |                                                     |                                                     | Alexandra de Sayn-Wittgenstein-Berlebourg (1970)    | Alexandra de Sayn-Wittgenstein-Berlebourg (1970)    | Alexandra de Sayn-Wittgenstein-Berlebourg (1970) | Alexandra de Sayn-Wittgenstein-Berlebourg (1970) | Alexandra de Sayn-Wittgenstein-Berlebourg (1970) | Alexandra de Sayn-Wittgenstein-Berlebourg (1970) |                              |                              | Michael Ahlefeldt-Laurvig-Bille (1965) | Michael Ahlefeldt-Laurvig-Bille (1965) | Michael Ahlefeldt-Laurvig-Bille (1965) | Michael Ahlefeldt-Laurvig-Bille (1965) | Michael Ahlefeldt-Laurvig-Bille (1965) | Michael Ahlefeldt-Laurvig-Bille (1965) |                                     |                                     | Alexandre Johanssmann (1977)        | Alexandre Johanssmann (1977)        | Alexandre Johanssmann (1977)  | Alexandre Johanssmann (1977)  | Alexandre Johanssmann (1977)  | Alexandre Johanssmann (1977)  |                             |                             | Nathalie de Sayn-Wittgenstein-Berlebourg (1975) | Nathalie de Sayn-Wittgenstein-Berlebourg (1975) | Nathalie de Sayn-Wittgenstein-Berlebourg (1975) | Nathalie de Sayn-Wittgenstein-Berlebourg (1975) | Nathalie de Sayn-Wittgenstein-Berlebourg (1975) | Nathalie de Sayn-Wittgenstein-Berlebourg (1975) |  |  |                                     |                                     |                                     |                                     |                                     |                                     |  |  | Carlos Morales Quintana (1970)       | Carlos Morales Quintana (1970)       | Carlos Morales Quintana (1970)       | Carlos Morales Quintana (1970)       | Carlos Morales Quintana (1970)       | Carlos Morales Quintana (1970)       |  |  | Alexia de Grèce (1965)            | Alexia de Grèce (1965)            | Alexia de Grèce (1965)            | Alexia de Grèce (1965)            | Alexia de Grèce (1965)            | Alexia de Grèce (1965)            |  |  |                                   |                                   |                                   |                                   |                                   |                                   |  |  |                               |                               |                               |                               |                               |                               |  |  |                                    |                                    |                                    |                                    | Paul de Grèce (1967)               | Paul de Grèce (1967)               | Paul de Grèce (1967) | Paul de Grèce (1967) | Paul de Grèce (1967)             | Paul de Grèce (1967)             |                                    |                                    | Marie-Chantal Miller (1968)        | Marie-Chantal Miller (1968)        | Marie-Chantal Miller (1968)        | Marie-Chantal Miller (1968)        | Marie-Chantal Miller (1968)    | Marie-Chantal Miller (1968)    |                                |                                | Nicolas de Grèce (1969)        | Nicolas de Grèce (1969)        | Nicolas de Grèce (1969)       | Nicolas de Grèce (1969)       | Nicolas de Grèce (1969)           | Nicolas de Grèce (1969)           |                                   |                                   | Chrysí Vardinogiánnis (1981)      | Chrysí Vardinogiánnis (1981)      | Chrysí Vardinogiánnis (1981) | Chrysí Vardinogiánnis (1981) | Chrysí Vardinogiánnis (1981) | Chrysí Vardinogiánnis (1981) |  |  | Matthew Kumar (1983) | Matthew Kumar (1983) | Matthew Kumar (1983) | Matthew Kumar (1983) | Matthew Kumar (1983) | Matthew Kumar (1983) |  |  | Théodora de Grèce (1983) | Théodora de Grèce (1983) | Théodora de Grèce (1983) | Théodora de Grèce (1983) | Théodora de Grèce (1983) | Théodora de Grèce (1983) |  |  | Philippe de Grèce (1986) | Philippe de Grèce (1986) | Philippe de Grèce (1986) | Philippe de Grèce (1986) | Philippe de Grèce (1986) | Philippe de Grèce (1986) |  |  | Nina Flohr (1987) | Nina Flohr (1987) | Nina Flohr (1987) | Nina Flohr (1987) | Nina Flohr (1987) | Nina Flohr (1987) |  |  |
|                              |                              |                              |                              |                              |                              |  |  |                               |                               |                               |                               |                               |                               |  |  |                            |                            |                            |                            |                            |                            |                                          |                                          |                                          |                                          |                                          |                                          |                              |                              |                                 |                                 |                                 |                                 |                                 |                                 |                            |                            |                         |                         |                          |                          |                          |                          |                            |                            |                            |                            |                            |                            |                           |                           |                           |                           |                        |                        |                           |                           |                           |                           |                           |                           |  |  |                                                |                                                |                                                |                                                |                                                |                                                |  |  |                                                |                                                |                                                |                                                |                                                |                                                |  |  |                                              |                                              |                                              |                                              |                                                     |                                                     |                                                     |                                                     |                                                     |                                                     |                                                  |                                                  |                                                  |                                                  |                              |                              |                                        |                                        |                                        |                                        |                                        |                                        |                                     |                                     |                                     |                                     |                               |                               |                               |                               |                             |                             |                                                 |                                                 |                                                 |                                                 |                                                 |                                                 |  |  |                                     |                                     |                                     |                                     |                                     |                                     |  |  |                                      |                                      |                                      |                                      |                                      |                                      |  |  |                                   |                                   |                                   |                                   |                                   |                                   |  |  |                                   |                                   |                                   |                                   |                                   |                                   |  |  |                               |                               |                               |                               |                               |                               |  |  |                                    |                                    |                                    |                                    |                                    |                                    |                      |                      |                                  |                                  |                                    |                                    |                                    |                                    |                                    |                                    |                                |                                |                                |                                |                                |                                |                               |                               |                                   |                                   |                                   |                                   |                                   |                                   |                              |                              |                              |                              |  |  |                      |                      |                      |                      |                      |                      |  |  |                          |                          |                          |                          |                          |                          |  |  |                          |                          |                          |                          |                          |                          |  |  |                   |                   |                   |                   |                   |                   |  |  |
|                              |                              |                              |                              |                              |                              |  |  |                               |                               |                               |                               |                               |                               |  |  |                            |                            |                            |                            |                            |                            |                                          |                                          |                                          |                                          |                                          |                                          |                              |                              |                                 |                                 |                                 |                                 |                                 |                                 |                            |                            |                         |                         |                          |                          |                          |                          |                            |                            |                            |                            |                            |                            |                           |                           |                           |                           |                        |                        |                           |                           |                           |                           |                           |                           |  |  |                                                |                                                |                                                |                                                |                                                |                                                |  |  |                                                |                                                |                                                |                                                |                                                |                                                |  |  |                                              |                                              |                                              |                                              |                                                     |                                                     |                                                     |                                                     |                                                     |                                                     |                                                  |                                                  |                                                  |                                                  |                              |                              |                                        |                                        |                                        |                                        |                                        |                                        |                                     |                                     |                                     |                                     |                               |                               |                               |                               |                             |                             |                                                 |                                                 |                                                 |                                                 |                                                 |                                                 |  |  |                                     |                                     |                                     |                                     |                                     |                                     |  |  |                                      |                                      |                                      |                                      |                                      |                                      |  |  |                                   |                                   |                                   |                                   |                                   |                                   |  |  |                                   |                                   |                                   |                                   |                                   |                                   |  |  |                               |                               |                               |                               |                               |                               |  |  |                                    |                                    |                                    |                                    |                                    |                                    |                      |                      |                                  |                                  |                                    |                                    |                                    |                                    |                                    |                                    |                                |                                |                                |                                |                                |                                |                               |                               |                                   |                                   |                                   |                                   |                                   |                                   |                              |                              |                              |                              |  |  |                      |                      |                      |                      |                      |                      |  |  |                          |                          |                          |                          |                          |                          |  |  |                          |                          |                          |                          |                          |                          |  |  |                   |                   |                   |                   |                   |                   |  |  |
| Christian de Danemark (2005) | Christian de Danemark (2005) | Christian de Danemark (2005) | Christian de Danemark (2005) | Christian de Danemark (2005) | Christian de Danemark (2005) |  |  | Isabella de Danemark (2007)   | Isabella de Danemark (2007)   | Isabella de Danemark (2007)   | Isabella de Danemark (2007)   | Isabella de Danemark (2007)   | Isabella de Danemark (2007)   |  |  | Vincent de Danemark (2011) | Vincent de Danemark (2011) | Vincent de Danemark (2011) | Vincent de Danemark (2011) | Vincent de Danemark (2011) | Vincent de Danemark (2011) |                                          |                                          | Josephine de Danemark (2011)             | Josephine de Danemark (2011)             | Josephine de Danemark (2011)             | Josephine de Danemark (2011)             | Josephine de Danemark (2011) | Josephine de Danemark (2011) |                                 |                                 | Nikolai de Monpezat (1999)      | Nikolai de Monpezat (1999)      | Nikolai de Monpezat (1999)      | Nikolai de Monpezat (1999)      | Nikolai de Monpezat (1999) | Nikolai de Monpezat (1999) |                         |                         | Felix de Monpezat (2002) | Felix de Monpezat (2002) | Felix de Monpezat (2002) | Felix de Monpezat (2002) | Felix de Monpezat (2002)   | Felix de Monpezat (2002)   |                            |                            | Henrik de Monpezat (2009)  | Henrik de Monpezat (2009)  | Henrik de Monpezat (2009) | Henrik de Monpezat (2009) | Henrik de Monpezat (2009) | Henrik de Monpezat (2009) |                        |                        | Athena de Monpezat (2012) | Athena de Monpezat (2012) | Athena de Monpezat (2012) | Athena de Monpezat (2012) | Athena de Monpezat (2012) | Athena de Monpezat (2012) |  |  | Gustav de Sayn-Wittgenstein-Berlebourg (2023)  | Gustav de Sayn-Wittgenstein-Berlebourg (2023)  | Gustav de Sayn-Wittgenstein-Berlebourg (2023)  | Gustav de Sayn-Wittgenstein-Berlebourg (2023)  | Gustav de Sayn-Wittgenstein-Berlebourg (2023)  | Gustav de Sayn-Wittgenstein-Berlebourg (2023)  |  |  | Mafalda de Sayn-Wittgenstein-Berlebourg (2024) | Mafalda de Sayn-Wittgenstein-Berlebourg (2024) | Mafalda de Sayn-Wittgenstein-Berlebourg (2024) | Mafalda de Sayn-Wittgenstein-Berlebourg (2024) | Mafalda de Sayn-Wittgenstein-Berlebourg (2024) | Mafalda de Sayn-Wittgenstein-Berlebourg (2024) |  |  | Richard von Pfeil und Klein-Ellguth (1999)   | Richard von Pfeil und Klein-Ellguth (1999)   | Richard von Pfeil und Klein-Ellguth (1999)   | Richard von Pfeil und Klein-Ellguth (1999)   | Richard von Pfeil und Klein-Ellguth (1999)          | Richard von Pfeil und Klein-Ellguth (1999)          |                                                     |                                                     | Ingrid von Pfeil und Klein-Ellguth (2003)           | Ingrid von Pfeil und Klein-Ellguth (2003)           | Ingrid von Pfeil und Klein-Ellguth (2003)        | Ingrid von Pfeil und Klein-Ellguth (2003)        | Ingrid von Pfeil und Klein-Ellguth (2003)        | Ingrid von Pfeil und Klein-Ellguth (2003)        |                              |                              |                                        |                                        |                                        |                                        |                                        |                                        |                                     |                                     | Konstantin Johanssmann (2010)       | Konstantin Johanssmann (2010)       | Konstantin Johanssmann (2010) | Konstantin Johanssmann (2010) | Konstantin Johanssmann (2010) | Konstantin Johanssmann (2010) |                             |                             | Louisa Johanssmann (2015)                       | Louisa Johanssmann (2015)                       | Louisa Johanssmann (2015)                       | Louisa Johanssmann (2015)                       | Louisa Johanssmann (2015)                       | Louisa Johanssmann (2015)                       |  |  | Arrietta Morales y de Grecia (2002) | Arrietta Morales y de Grecia (2002) | Arrietta Morales y de Grecia (2002) | Arrietta Morales y de Grecia (2002) | Arrietta Morales y de Grecia (2002) | Arrietta Morales y de Grecia (2002) |  |  | Ana María Morales y de Grecia (2003) | Ana María Morales y de Grecia (2003) | Ana María Morales y de Grecia (2003) | Ana María Morales y de Grecia (2003) | Ana María Morales y de Grecia (2003) | Ana María Morales y de Grecia (2003) |  |  | Carlos Morales y de Grecia (2005) | Carlos Morales y de Grecia (2005) | Carlos Morales y de Grecia (2005) | Carlos Morales y de Grecia (2005) | Carlos Morales y de Grecia (2005) | Carlos Morales y de Grecia (2005) |  |  | Amelia Morales y de Grecia (2007) | Amelia Morales y de Grecia (2007) | Amelia Morales y de Grecia (2007) | Amelia Morales y de Grecia (2007) | Amelia Morales y de Grecia (2007) | Amelia Morales y de Grecia (2007) |  |  | María Olympía de Grèce (1996) | María Olympía de Grèce (1996) | María Olympía de Grèce (1996) | María Olympía de Grèce (1996) | María Olympía de Grèce (1996) | María Olympía de Grèce (1996) |  |  | Constantin Alexios de Grèce (1998) | Constantin Alexios de Grèce (1998) | Constantin Alexios de Grèce (1998) | Constantin Alexios de Grèce (1998) | Constantin Alexios de Grèce (1998) | Constantin Alexios de Grèce (1998) |                      |                      | Achíleas-Andréas de Grèce (2000) | Achíleas-Andréas de Grèce (2000) | Achíleas-Andréas de Grèce (2000)   | Achíleas-Andréas de Grèce (2000)   | Achíleas-Andréas de Grèce (2000)   | Achíleas-Andréas de Grèce (2000)   |                                    |                                    | Odysséas Kímon de Grèce (2004) | Odysséas Kímon de Grèce (2004) | Odysséas Kímon de Grèce (2004) | Odysséas Kímon de Grèce (2004) | Odysséas Kímon de Grèce (2004) | Odysséas Kímon de Grèce (2004) |                               |                               | Aristídis Stávros de Grèce (2008) | Aristídis Stávros de Grèce (2008) | Aristídis Stávros de Grèce (2008) | Aristídis Stávros de Grèce (2008) | Aristídis Stávros de Grèce (2008) | Aristídis Stávros de Grèce (2008) |                              |                              |                              |                              |  |  |                      |                      |                      |                      |                      |                      |  |  |                          |                          |                          |                          |                          |                          |  |  |                          |                          |                          |                          |                          |                          |  |  |                   |                   |                   |                   |                   |                   |  |  |

## Titres et distinctions

### Titulature
- 16 avril 1940 - 17 juin 1944 : Son Altesse Royale la princesse Margrethe de Danemark et d'Islande ;
- 17 juin 1944 - 27 mars 1953 : Son Altesse Royale la princesse Margrethe de Danemark ;
- 27 mars 1953 - 14 janvier 1972 : Son Altesse Royale la princesse héritière ;
- 14 janvier 1972 - 14 janvier 2024 : Sa Majesté la reine ;
- depuis le 14 janvier 2024 : Sa Majesté la reine Margrethe de Danemark.

### Décorations danoises

La reine Margrethe II et le prince Henri lors d’une visite à Vágur, aux îles Féroé (2005).

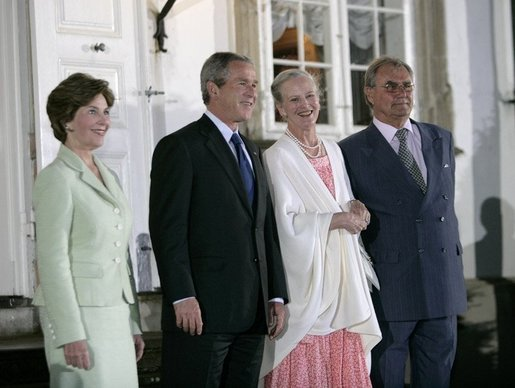
Le président des États-Unis George W. Bush, son épouse Laura, Margrethe II et le prince consort Henrik, le 5 juillet 2005.

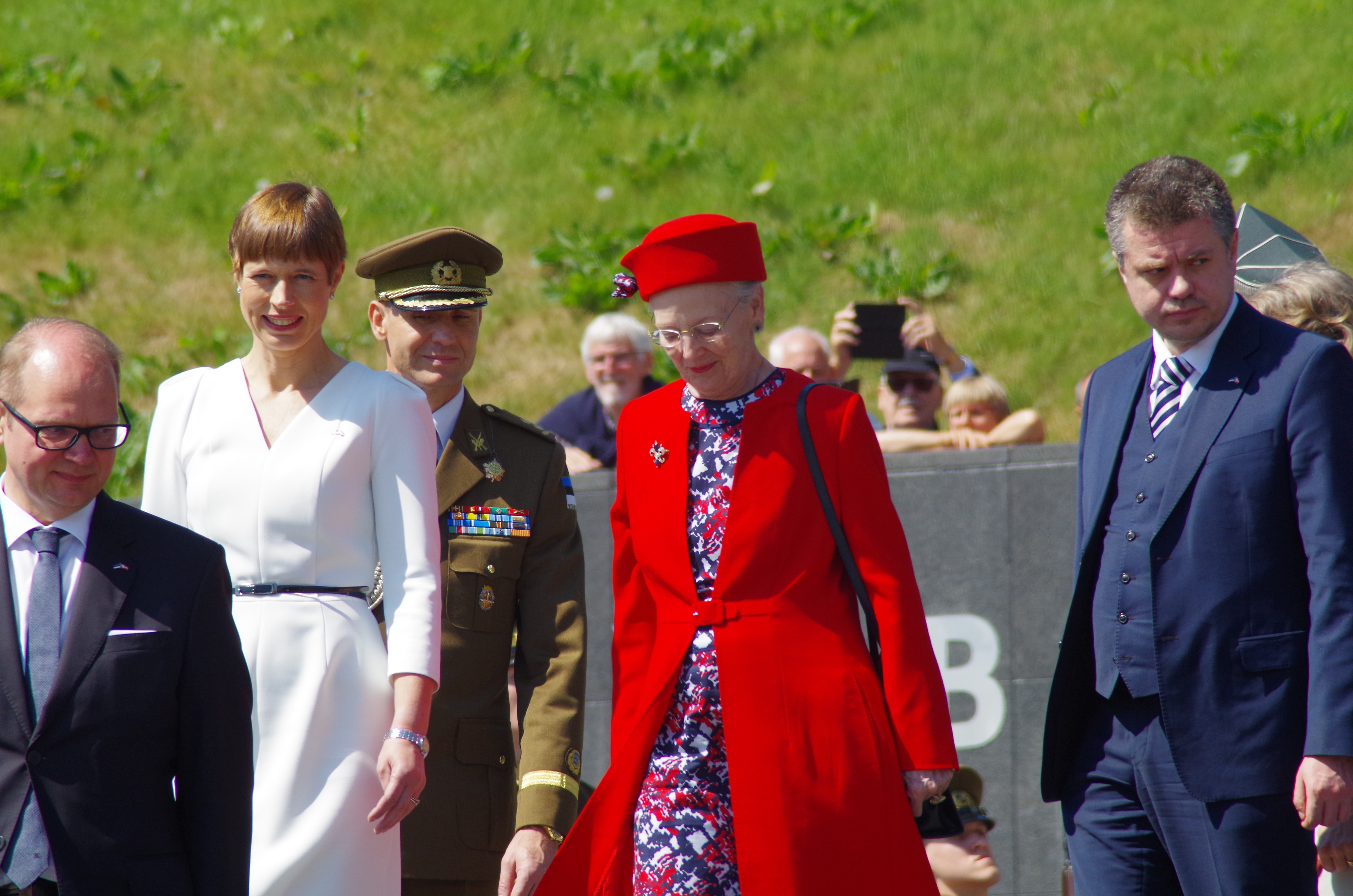
La reine Margrethe II et la présidente estonienne Kersti Kaljulaid, en juin 2019.

- Souverain de l’ordre de l’Éléphant
- Grand commandeur de l’ordre de Dannebrog
- Médaille commémorative du centième anniversaire de la naissance du roi Frédéric IX
- Médaille commémorative du centième anniversaire de la naissance du roi Christian X
- Médaille commémorative de la reine Ingrid
- Médaille commémorative du cinquantième anniversaire de l’arrivée au Danemark de Sa Majesté la reine Ingrid
- Médaille du Mérite du Hjemmeværnet
- Décoration des 25 ans du Hjemmeværnet
- Médaille de service de la Ligue civile de défense
- Médaille de l’Association des officiers de réserve de Danemark

### Décorations étrangères
- Grand-croix avec collier de l’ordre de Bonne Espérance (Afrique-du-Sud)
- Grand-croix (classe spéciale) de l’ordre du Mérite de la République fédérale d’Allemagne (Allemagne)
- Grand-croix de l’ordre du Libérateur le général San Martín (Argentine)
- Grande étoile de l’ordre du Mérite de la république d’Autriche (Autriche)
- Grand cordon de l’ordre de Léopold (Belgique)
- Grand collier de l’ordre de la Croix du Sud (Brésil)
- Grand-croix avec collier de l’ordre de Stara Planina (Bulgarie)
- Chevalier du grand ordre de Mugunghwa (Corée du Sud)
- Grand-croix de l’ordre du Mérite (Chili)
- Grand-croix avec collier de l’ordre de la Croix de Terra Mariana (Estonie)
- Collier de l’ordre de Kamal Al (Émirats arabes unis)
- Collier de l’ordre du Nil (Égypte)
- Dame de l’ordre de la Toison d’or (Espagne)
- Grand-croix avec collier de l’ordre de Charles III (Espagne)
- Grand-croix avec collier de l’ordre de la Rose blanche (Finlande)
- Grand-croix de l’ordre de la Légion d’honneur (France)
- Grand-croix de l’ordre du Sauveur (Grèce)
- Grand-croix de l’ordre des Saintes-Olga-et-Sophie (Grèce)
- Grand-croix avec collier de l’ordre du Faucon (Islande)
- Ordre des Pléiades, deuxième classe (Iran)
- Dame grand-croix avec collier de l’ordre du Mérite de la République italienne (Italie)
- Grand cordon (première classe) de l’ordre de la Couronne précieuse (Japon)
- Collier de l’ordre du Chrysanthème (Japon)
- Collier de l’ordre de l’Étoile (Jordanie)
- Grand-croix avec collier de l’ordre des Trois étoiles (Lettonie)
- Grand-croix de l’ordre de Vytautas le Grand (Lituanie)
- Chevalier de l’ordre du Lion d’or de la maison de Nassau (Luxembourg)
- Grand-croix avec collier de l’ordre du Ouissam alaouite chérifien (Maroc)
- Collier de l’ordre de l’Aigle aztèque (Mexique)
- Grand-croix de l’ordre du Lion néerlandais (Pays-Bas)
- Ordre (première classe) du Pratap Bhasker (Népal)
- Grand-croix avec collier de l’ordre de Saint-Olaf (Norvège)
- Chevalier de l’ordre de l’Aigle blanc (Pologne)
- Grand cordon de l’ordre du Mérite de la république de Pologne (Pologne)
- Grand collier de l’ordre de l’Infant dom Henri (Portugal)
- Grand-croix avec collier de l’ordre de Saint-Jacques de l’Épée (Portugal)
- Grand-croix avec collier de l’ordre de l’Étoile de Roumanie (Roumanie)
- Dame de l’ordre de la Jarretière (Royaume-Uni)
- Dame grand-croix de l’ordre royal de Victoria (Royaume-Uni)
- Collier de l’ordre d’Abdelaziz Al Saoud (Arabie saoudite)
- Grand-croix (première classe) de l’ordre de la Double Croix Blanche (Slovaquie)
- Ordre doré de la Liberté de la république de Slovénie (Slovénie)
- Membre avec collier de l’ordre des Séraphins (Suède)
- Dame de l’ordre de la Maison royale de Chakri (Thaïlande)
- Dame de l’ordre du Rajamitrabhorn (Thaïlande)
- Grand-croix de l’ordre de l’Étoile yougoslave (Yougoslavie)